# İnsanlık suçu
İnsanlık suçu (срп. Грех човечанства) турска је телевизијска серија, снимана 2018.
Серија представља адаптацију романа Теодора Драјзера, Америчка трагедија.

## Синопсис
Прича почиње у Адани пар година уназад. Џемал, сиромашни младић, ради у хотелу као конобар да би издржавао мајку Хулију и болесног оца Асафа. Убрзо, Асаф на самрти говори сину да има стрица у Истанбулу и да тражи оно што му припада и умире. На очеву сахрану долази стриц Сами са породицом да испрати брата, са којим је 25 година у свађи.
Нуди Џемалу да пође са њим у Истанбул да му да све што му припада, али он одбија јер сматра стрица кривим за то што му је отац умро у беди иако је имао богату породицу. Међутим, главни разлог нетрпељивости између браће је то што су били заљубљени у исту жену, Хулију са којом је Асаф побегао и након чега су га се родитељи одрекли.
Током свађе са најбољим пријатељем, Селимом за воланом, пијани се сударају и човек у другим колима умире. Селим одлучује да кривицу пребаци на себе а Џемала наговара да побегне у Истанбул да би живео животом какав заслужује.
Џемал убеђује мајку да мора да побегне и обећава јој да ће и њу и сестру извући из беде чим буде узео оно што му припада и одлази у Истанбул код стрица. На свечаности поводом 30 година компаније где је Сами представио Џемала као члана породице, долази полиција која одводи Џемала и сумњичи га за убиство.
Ствари ће се додатно закомпликовати када се Џемал заљуби у Суну, вереницу Самијевог сина Гокхана, а ни она неће остати равнодушна...

## Улоге
| Глумац:             | Улога:          |
| ------------------- | --------------- |
| Кан Јилдирим        | Џемал Гокдемир  |
| Гизем Караџа        | Суна Дегирменџи |
| Мелике Ипек Јалова  | Џевхер Акишик   |
| Лачин Џејлан        | Хулија Гокдемир |
| Дениз Угур          | Емел Гокдемир   |
| Ахмет Мумтаз Тајлан | Сами Гокдемир   |
| Серкај Тутунџу      | Гокхан Гокдемир |
| Џанкат Ајдос        | Селим Дурак     |
| Џансу Дагделен      | Есра Гокдемир   |